# Brabandkanal

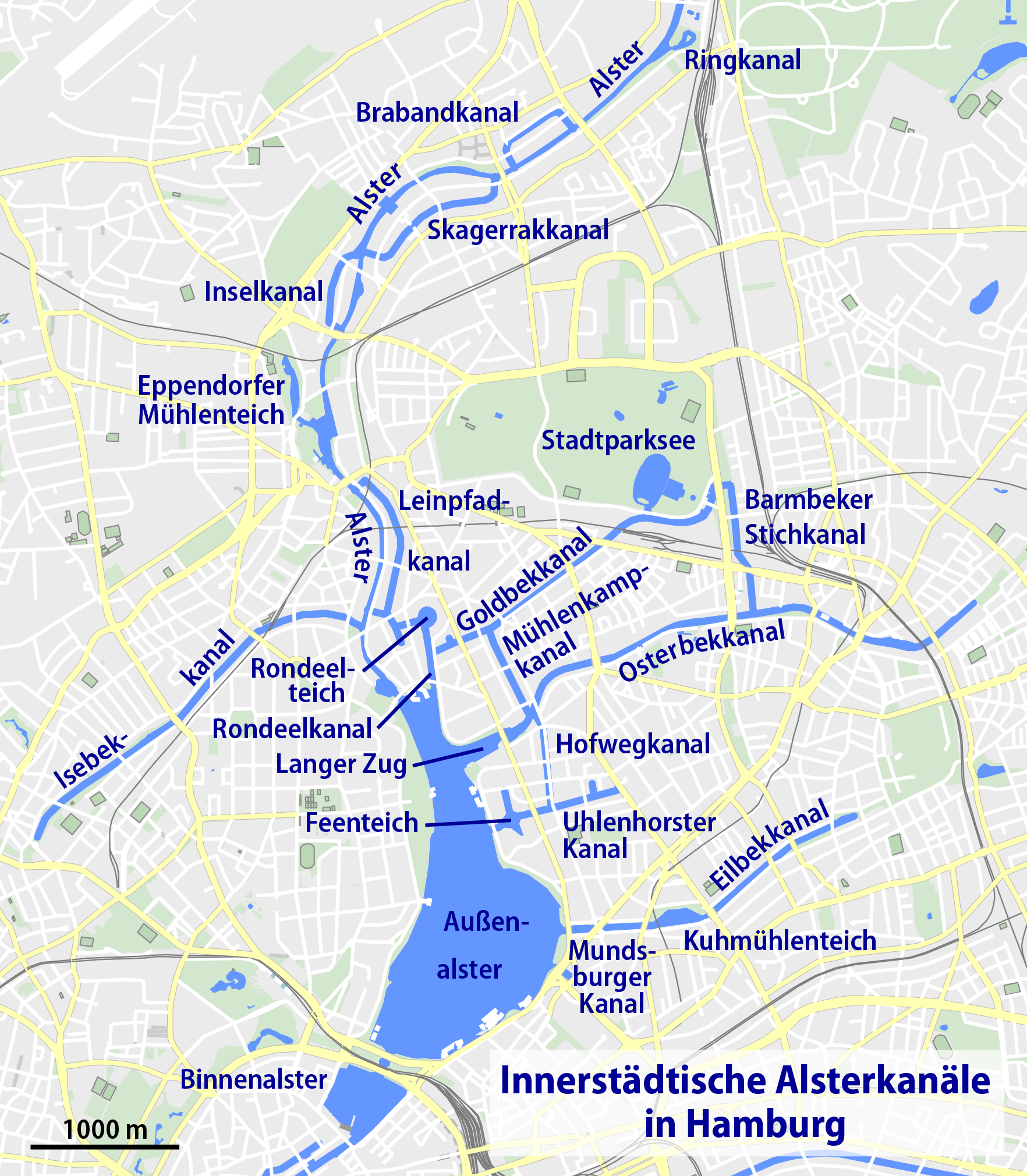
Der Brabandkanal als nördlichster Seitenkanal der Alster

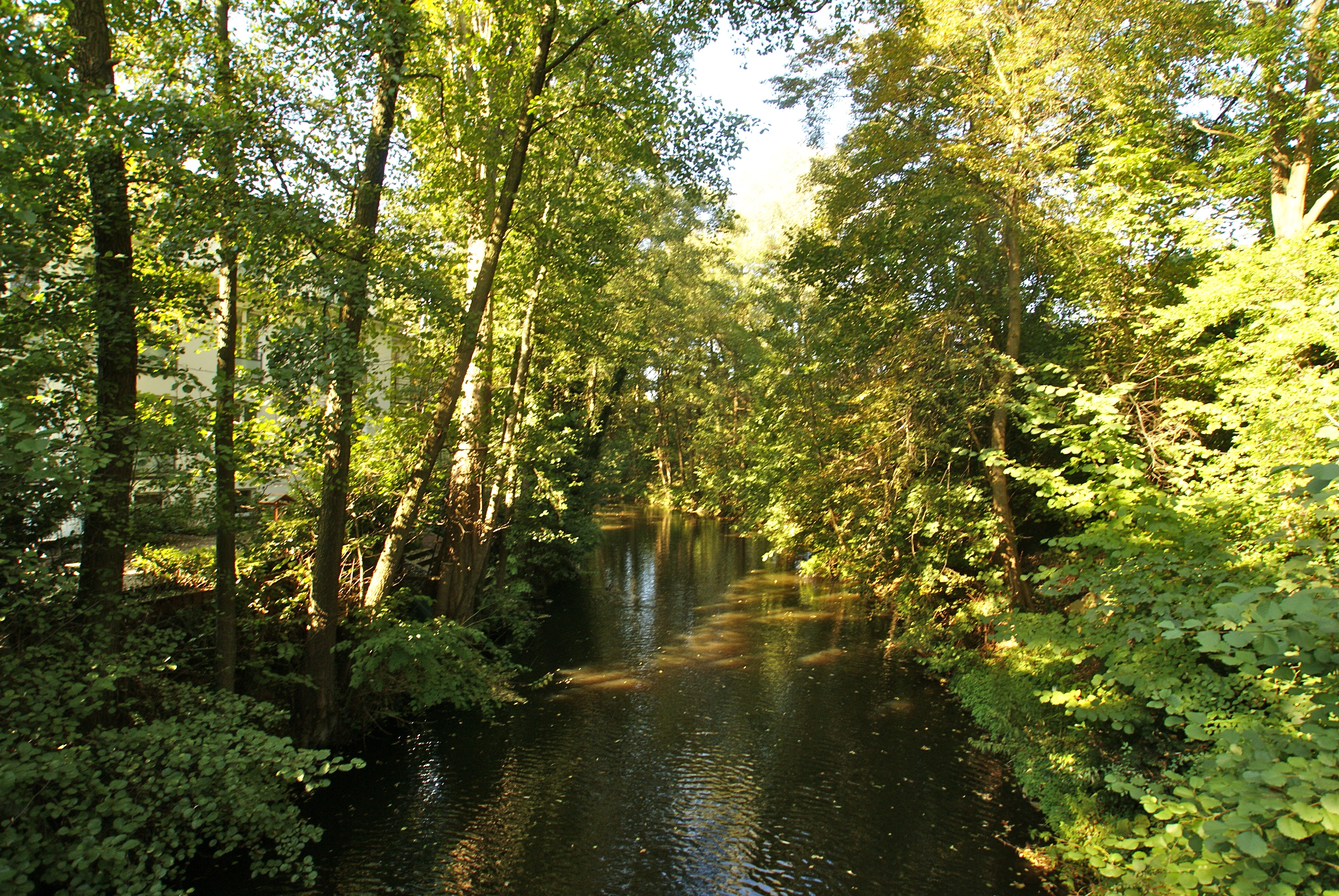
Brabandkanal

Der Brabandkanal ist ein Seitenkanal der Alster in Hamburg-Alsterdorf. Er ist 675 Meter lang und durchgängig 15 Meter breit.
Der Kanal zweigt direkt hinter der Sengelmannbrücke rechts, also nach Nordwesten, von der Alster ab (Lage). Nach 60 Metern unterquert er die Wiesenbrücke und biegt kurz danach in südwestliche Richtung ab, sodass er parallel zur Alster verläuft. Nach 350 Metern folgt die zweite Kurve zurück Richtung Alster, der Kanal unterquert die Brabandbrücke und mündet wieder in die Alster (Lage), kurz bevor diese von der Traute-Lafrenz-Brücke überquert wird. Die künstliche Insel zwischen Alster und Brabandkanal ist 445 Meter lang und 140 Meter breit und wird durch die Brabandstraße erschlossen. Am nordwestlichen Ufer des Brabandkanals verläuft die Straße Am Brabandkanal.
Der ehemalige Verlauf der Alster wurde 1913 bis etwa 1918 von Ohlsdorf bis Winterhude begradigt. Dabei entstanden neben dem Ringkanal als Rest des Alsteraltlaufs auch die drei parallel zur Alster verlaufenden Kanäle Brabandkanal, Skagerrakkanal und Inselkanal, um mehr Bauen am Wasser zu ermöglichen.
Der Kanal ist benannt nach Carl Braband (1870–1914), einem Rechtsanwalt und liberalen Politiker der Hamburgischen Bürgerschaft. Er ist ein Gewässer erster Ordnung.

## Nachweise
1. ↑  Geoportal Hamburg, abgerufen am 8. November 2019.
2. ↑  Sven Bardua: Schleuse Fuhlsbüttel vom Abriss bedroht! (PDF; 5,4 MB) In: bredelgesellschaft.de. Willi-Bredel-Gesellschaft Geschichtswerkstatt e. V., 2010, abgerufen am 17. Juli 2025.
3. ↑  Horst Beckershaus: Die Hamburger Straßennamen – Woher sie kommen und was sie bedeuten, 6. Auflage, CEP Europäische Verlagsanstalt, Hamburg 2011, ISBN 978-3-86393-009-7
4. ↑  Hamburgisches Wassergesetz (HWaG) in der Fassung vom 29. März 2005, abgerufen am 8. November 2019.

- Karte mit allen Koordinaten:
- OSM |
- WikiMap